# Arturo Sabbadin
Arturo Sabbadin (Caltana, Vèneto, 11 d'agost de 1939) va ser un ciclista italià que fou professional entre 1957 i 1985. En el seu palmarès destaca el Campionat nacional en ruta de 1961.
Era germà del també ciclista Alfredo Sabbadin.

## Palmarès
- 1959
  - 1r al Giro del Mendrisiotto
- 1961
  -  Campionat d'Itàlia en ruta
  - 1r a la Coppa Bernocchi

### Resultats al Giro d'Itàlia
- 1963. 40è de la classificació general

### Resultats a la Volta a Espanya
- 1961. 13è de la classificació general